# わし星雲
座標:  18h 18m 48s, −13° 48′ 00.4″
わし星雲（わしせいうん、M16、NGC 6611、IC 4703）は、へび座に位置する散開星団と散光星雲の複合した天体である。散開星団の背景に散光星雲が広がっており、メシエ天体としての番号M16は散開星団の方に付けられた番号である。散光星雲にはIC 4703という番号が付けられている。

## 特徴
わし星雲はへび座（尾部）に属するが、観測する際にはたて座γ星から西へ約 2.5°の位置にあるとして探した方が見つけやすい。M16の南約2.5°には同じように散光星雲と散開星団が重なった天体であるオメガ星雲が存在し、双眼鏡では同一の視野内に見ることができる。赤い散光星雲（HII領域）の中央が象の鼻のような細長い暗黒星雲によって隠されており、全体が羽を広げた鷲のように見えることからこの名前が付けられている。
双眼鏡では星雲状に見えるが、条件がよければ数個の星が見える。口径10cmの望遠鏡では数十個の星が見え始める。散光星雲を見るためには口径20cm以上の望遠鏡が必要とされる。小さい口径の望遠鏡では星団を分離できず星雲状に見ている。大口径の望遠鏡でも人間の目には見えにくいHII領域の星雲部分をはっきり見るためには干渉フィルターを使用すると良い。
わし星雲は星形成が活発に行われている領域で、前景に見える星団M16もこの星雲から生まれたと考えられている。M16の中にはスペクトル分類がO6型という高温の星が含まれており、こういった若い高温星からの紫外線によって背景の星雲が電離して輝いている。

### 「創造の柱」

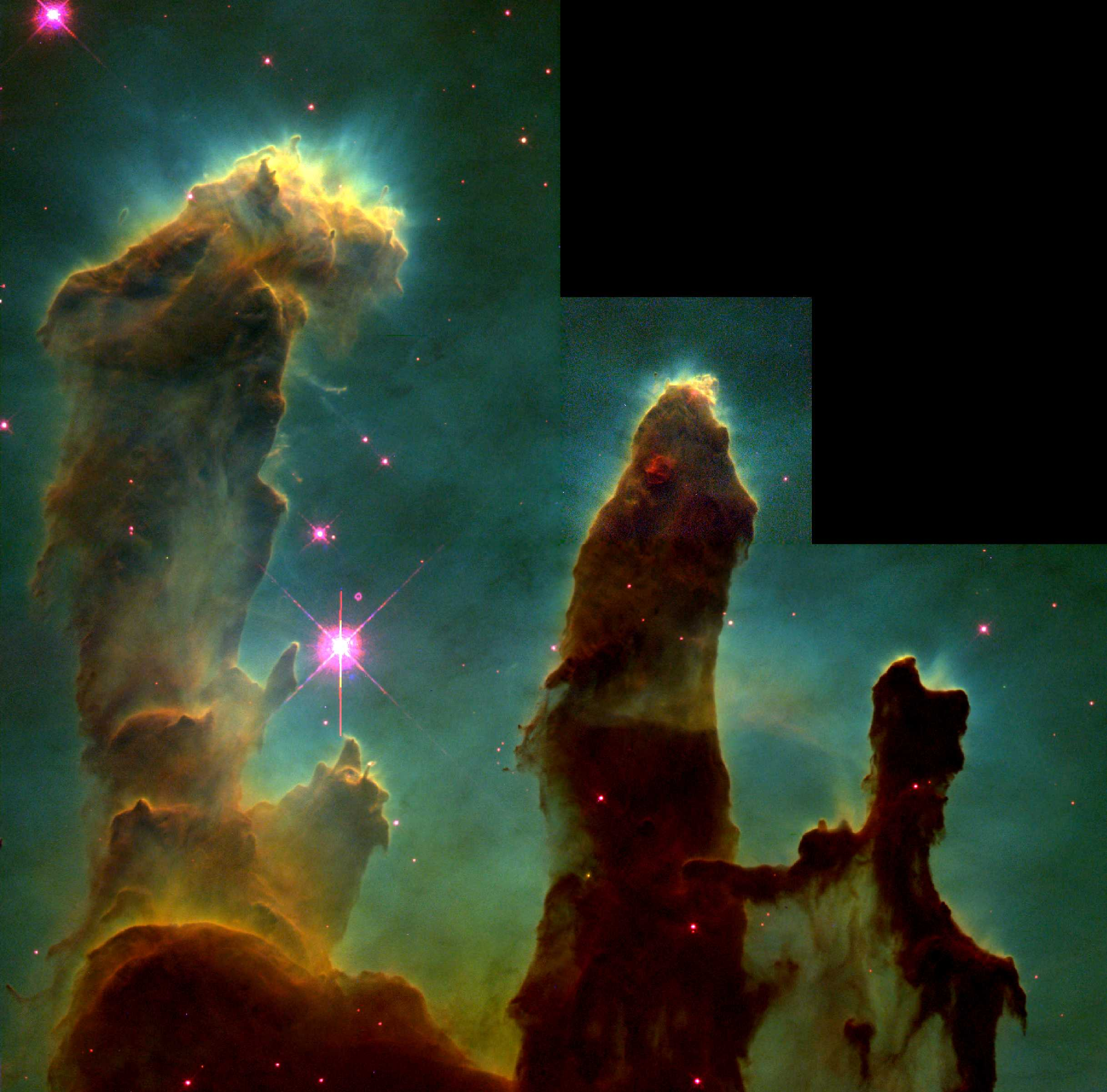
ハッブル宇宙望遠鏡が撮影した「創造の柱」

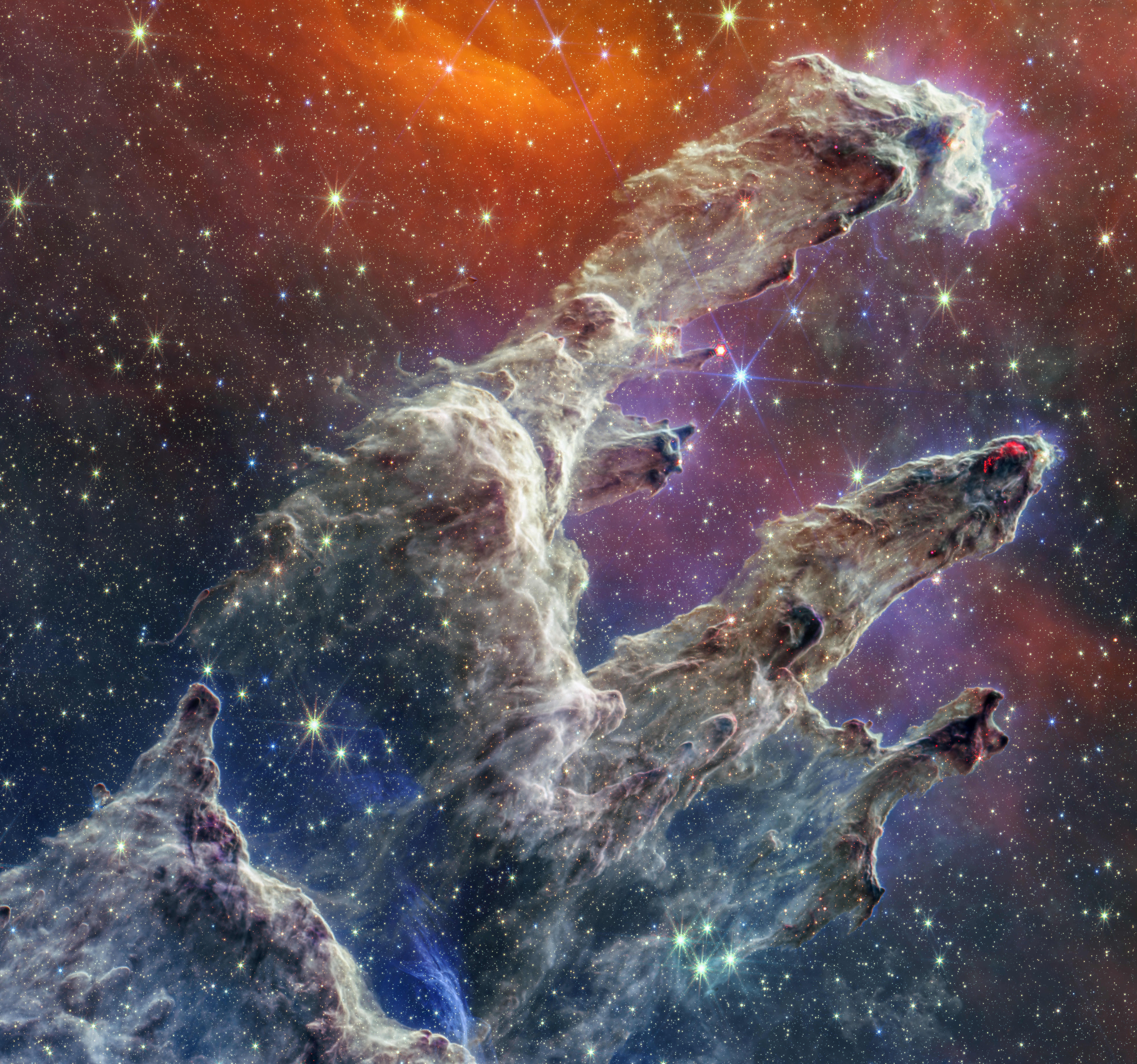
JWSTが撮影した「創造の柱」。

1995年4月にはハッブル宇宙望遠鏡によって、星雲中央にある細長い暗黒星雲の画像が撮影された。この観測によって、暗黒星雲の柱の先端からさらに細い分子雲が伸びており、その先端に生まれたばかりの星が隠されている様子がはっきりと捉えられた。この暗黒星雲は後に「創造の柱」（Pillars of Creation ）と名付けられた。2022年にはジェイムズ・ウェッブ宇宙望遠鏡によって赤外線波長で「創造の柱」が撮像された。

## 観測史
1745年にジャン＝フィリップ・ロワ・ド・シェゾーによって星団が発見され、1764年にシャルル・メシエが背景の星雲を発見した。しかし、メシエは同時代の観測者と比較して貧弱な機材しか持っておらず、M15 などのように発見者が星団に分離できた場合でもメシエは星団を分離できず星雲状で見ている場合が多々ある。